# 노르딕 스키
노르딕 스키(Nordic ski)는 스키 부츠의 앞쪽은 바인딩에 고정되어 있고, 뒷꿈치는 스키에서 떨어지는 형태의 스키이다. 부츠 앞쪽부터 뒷쪽까지 스키에 고정하는 알파인 스키와 대조된다. 경기 종목으로 크로스컨트리 스키와 텔레마크 스키가 포함된다.

## 갤러리

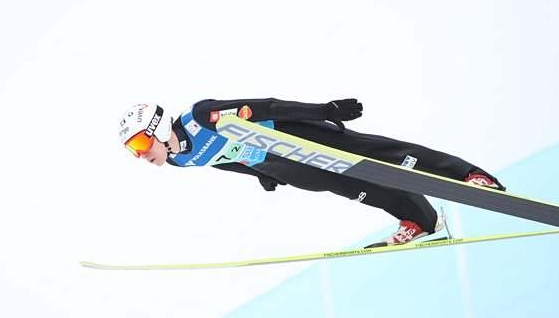
스키점프
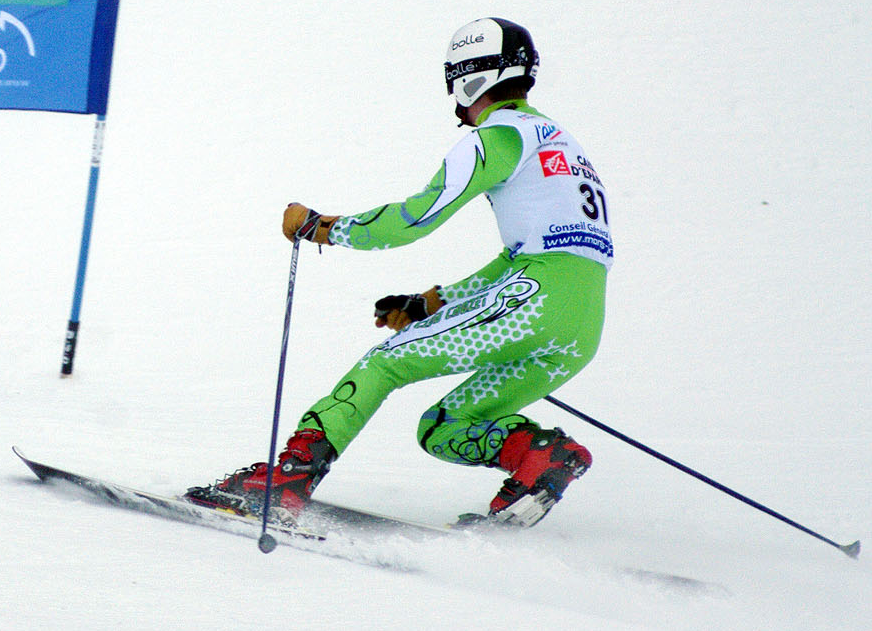
텔레마크 스키 대회